# Предел Оппенгеймера — Волкова
Предел Оппенгеймера — Волкова — верхний предел массы невращающейся нейтронной звезды, при которой она ещё не коллапсирует в чёрную дыру. Если масса нейтронной звезды меньше этого значения, давление вырожденного нейтронного газа может компенсировать силы гравитации. Одновременно предел Оппенгеймера — Волкова является нижним пределом массы чёрных дыр, образующихся в ходе эволюции звёзд.

## История
Величина названа по именам Р. Оппенгеймера и Дж. М. Волкова, опубликовавших в 1939 году — используя наработки Р. Ч. Толмена, статья которого была напечатана в том же журнале. В своей статье Оппенгеймер и Волков оценили этот предел в 0,71 M☉, эта оценка была получена исходя из уравнения состояния, в котором не учитывалось нейтрон-нейтронное отталкивание за счёт сильного взаимодействия, которое на тот момент практически не было изучено.
Уравнение состояния вырожденной барионной материи с крайне высокой плотностью (~ 1014 г/см³) в точности неизвестно и на 2024 год, в связи с чем неизвестно и точное значение предельной массы нейтронной звезды. Долгое время лучшие теоретические оценки предела Оппенгеймера — Волкова имели большую неопределенность и лежали в пределах от 1,6 до 3 Mʘ.
Гравитационно-волновая астрономия позволила существенно уточнить предел Оппенгеймера — Волкова: по результатам анализа события GW170817 (слияние нейтронных звёзд), для невращающейся нейтронной звезды он находится в диапазоне от 2,01 до 2,16 масс Солнца. Масса быстро вращающейся нейтронной звезды может превышать это значение примерно на 20 %.

## Экспериментальные данные
Вопрос об интервале между самыми тяжёлыми нейтронными звёздами и самыми лёгкими чёрными дырами в настоящий момент открыт.
- Самая массивная (из открытых к настоящему времени) нейтронная звезда PSR J0740+6620 имеет массу 2,17 Mʘ[12]
- Самой маломассивной (из известных) чёрной дырой до 2008 г. считалась GRO J1655-40 с массой 6,3 Mʘ[13]. В 2008 г. исследования показали, что масса чёрной дыры XTE J1650-500, открытой в 2001 г., составляет 3,8±0,5 солнечной массы[13][14], однако позже это заявление было отозвано, новая оценка её массы — 9,7±1,6 Mʘ[15]. Ещё одним кандидатом на статус самой маломассивной чёрной дыры является GRO J0422+32, масса которой оценивалась в 3,97±0,95 Mʘ[16], затем — в 2,1 Mʘ, что ставит под сомнение принадлежность этого объекта к чёрным дырам[10].
- Гравитационное событие GW190814 — было зарегистрировано столкновение чёрной дыры массой 22.2-24.3 солнечных с неким «загадочным объектом» масса которого составила 2.50-2.67 солнечных. По заявлением ученых работающих в проекте LIGO-VIRGO «мы не знаем, является ли этот объект самой тяжелой из известных нейтронных звезд или самой легкой из известных черных дыр, но в любом случае это рекорд».